# 越前大野站

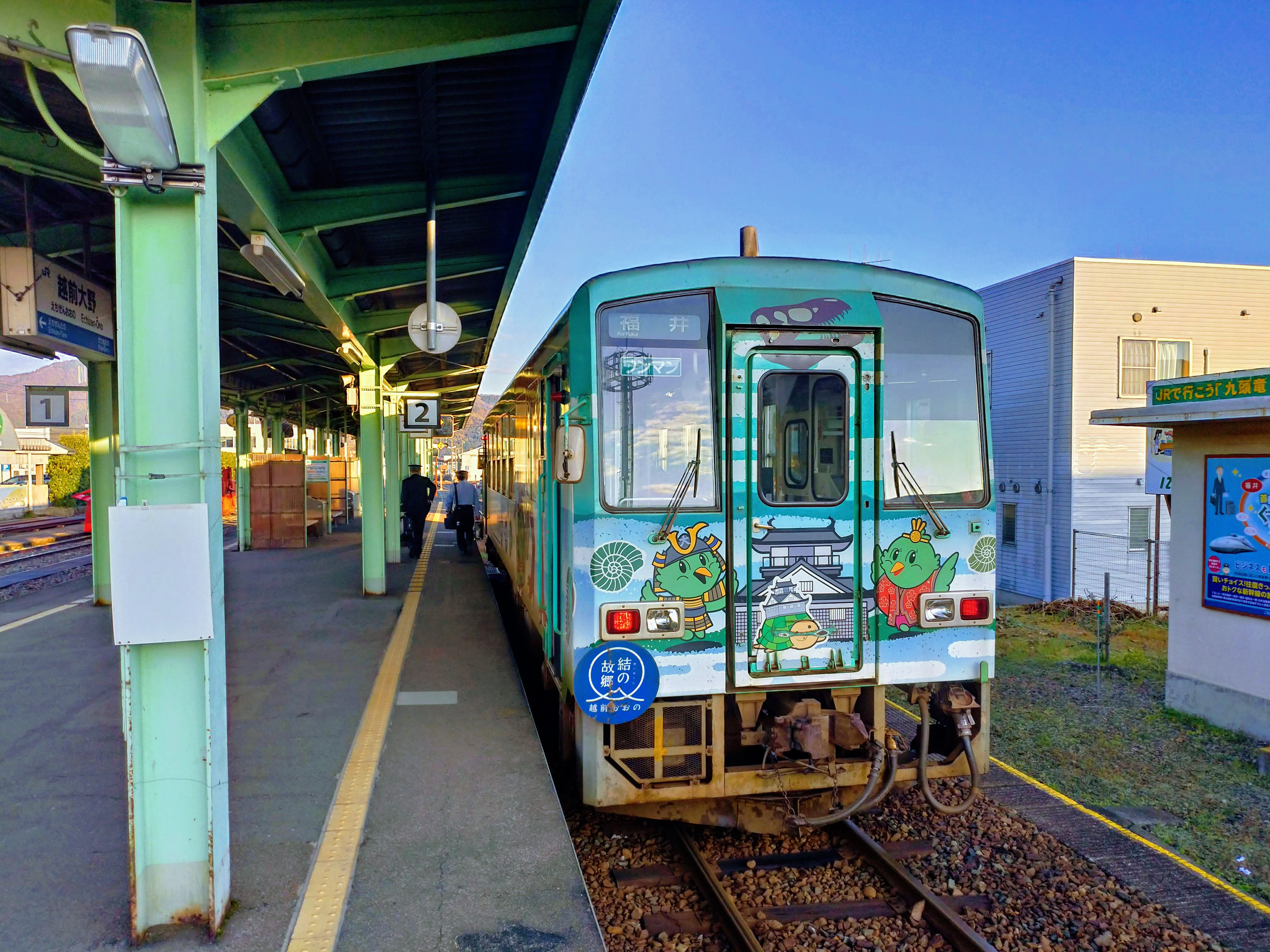
月台（2018年11月）

越前大野站（日语：／ Kita-Ōno eki */?）是位於福井縣大野市彌生町，西日本旅客鐵道（JR西日本）的越美北線（九頭龍線）車站。此站為中部車站百選車站之一。

## 車站構造
本站是地面車站，設有1面2線島式月台和數條側線，可進行列車交會。車站大樓是一座混凝土平房。在2003年，車站大樓表面加上了一些飾板，型造了另一種氣氛。車站大樓與月台（靠近九頭龍湖一端）之間設有站內平交道。
2011年3月，站前廣場工程開始，在經過約8個月的工程。於10月22日，新的站前廣場開始使用。此站是由福井地域鐵道部管理的直營車站，設有綠色窗口。此站為大野市代表車站，在此路線內唯二設有車站職員的車站（另一座是於北陸本線區間的福井站）。在2008年5月31日前，此站設有越前大野鐵道部，負責越美北線的營運和管理，翌日組織進行重組，該鐵道部合併至福井地域鐵道部。
此站至九頭龍湖站之間沒有可以進行列車交會車站，因此此站以南是JR少數單票閉塞區間。

### 月台
| 月台 | 路線      | 上下行       | 方向     | 備註       |
| ---- | --------- | ------------ | -------- | ---------- |
| 1    | ■九頭龍線 | 上行         | 福井方面 | 列車交會時 |
| 2    | ■九頭龍線 | 上行         | 福井方面 |            |
| 下行 | ■九頭龍線 | 九頭龍湖方向 |          |            |

在上述的路線名稱中，採用了乘客資訊上稱呼的（愛稱）名字。
在列車運輸指令上，1號月台為「上行本線」，2號月台為「下行本線」。2號月台可從上下行兩方向進站或向兩方向出發。為了不會干涉站內平交道運作，通常兩方向的列車都會使用2號月台（包括折返往福井方向的列車）。截至2020年，1號月台停站的列車中，只有黃昏7時1班列車（734D列車）。
另外，設有列車於此站進行分割車廂。在早上10時時段，從福井出發前往九頭龍湖的725D班次（2卡編成）列車會前往此站，然後把1卡車廂分離，該車廂會執行726D班次折返往福井。

## 歷史
- 1960年12月15日：日本國有鐵道越美北線勝原站至此站之間開通，此站啟用[4]。為旅客和貨物車站。

由於福島縣的大野站已經存在，因此車站冠上了「越前」。
- 1982年11月15日：結束貨物起卸業務。
- 1987年4月1日：隨國鐵分割民營化，車站由西日本旅客鐵道（JR西日本）營運。
- 2004年：

- 7月18日：因發生暴雨，越美北線全線暫停營業。
- 7月20日：此站至九頭龍湖站之間列車服務重開。
- 9月11日：美山站至此站之間列車服務重開。

代行巴士乘車處位於站前。
- 2008年6月1日：於此站的越前大野鐵道部廢止，改由福井地域鐵道部管轄。
- 2014年2月26日：當日起，Kiosk結業[7]。

## 使用狀況
根據國土交通省「國土數值情報」，以下為1日平均上下車人次：
| 年度 | 1日平均 乘車人次 | 1日平均 乘車人次 |
| ---- | ---------------- | ---------------- |
| 2011 | 640              |                  |
| 2012 | 625              |                  |
| 2013 | 628              |                  |
| 2014 | 582              |                  |
| 2015 | 570              |                  |
| 2016 | 514              |                  |
| 2017 | 461              |                  |
| 2018 | 468              |                  |
| 2019 | 460              |                  |
| 2020 | 298              |                  |
| 2021 | 334              |                  |
| 2022 | 366              |                  |

## 相鄰車站
西日本旅客鐵道（JR西日本）
■九頭龍線（越美北線）
北大野－越前大野－越前田野

## 外部連結
- 越前大野｜車站資訊：JR出門網 - 西日本旅客鐵道（日語）